# William I. Traeger

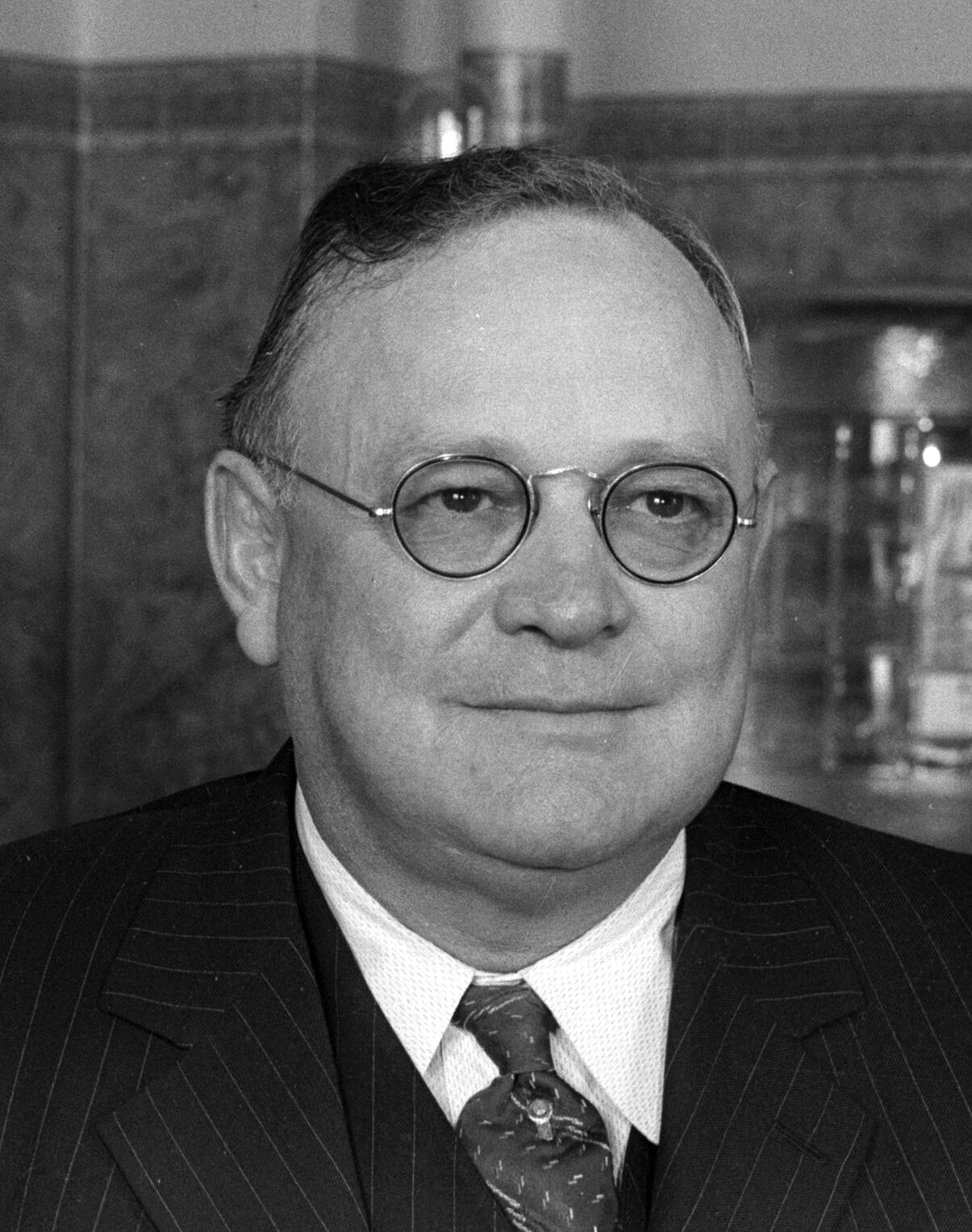
William I. Traeger (1933)

William Isham Traeger (* 26. Februar 1880 in Porterville, Kalifornien; † 20. Januar 1935 in Los Angeles, Kalifornien) war ein US-amerikanischer Politiker. Zwischen 1933 und 1935 vertrat er den Bundesstaat Kalifornien im US-Repräsentantenhaus.

## Werdegang
William Traeger besuchte öffentliche Schulen. Während des Spanisch-Amerikanischen Krieges von 1898 diente er in einer Infanterieeinheit aus Kalifornien. Danach studierte er bis 1901 an der Stanford University. Ab 1902 war er in Los Angeles ansässig. Traeger machte auch eine sportliche Karriere als Spieler und Trainer einiger Universitätsmannschaften. Zwischen 1903 und 1906 war er Deputy, d. h. Polizist, im United States Marshals Service, von 1907 bis 1911 im Los Angeles County Sheriff’s Department. Nach einem Jurastudium an der University of Southern California und seiner Zulassung als Rechtsanwalt 1909 begann er, in diesem Beruf zu arbeiten. Von 1911 bis 1921 war er als Deputy Clerk bei der Verwaltung des Supreme Court of California angestellt. Danach war er zwischen 1921 und 1932 Sheriff im Los Angeles County.
Politisch wurde Traeger Mitglied der Republikanischen Partei. Bei den Kongresswahlen des Jahres 1932 wurde er im damals neu eingerichteten 15. Wahlbezirk von Kalifornien in das US-Repräsentantenhaus in Washington, D.C. gewählt, wo er am 4. März 1933 sein neues Mandat antrat. Da er im Jahr 1934 nicht bestätigt wurde, konnte er bis zum 3. Januar 1935 nur eine Legislaturperiode im Kongress absolvieren. In dieser Zeit wurden dort die ersten New-Deal-Gesetze der Bundesregierung unter Präsident Franklin D. Roosevelt verabschiedet, denen Traegers Partei aber eher ablehnend gegenüberstand.
William Traeger starb nur wenige Tage nach seinem Ausscheiden aus dem Kongress am 20. Januar 1935 in Los Angeles an Leberversagen.